# Jahanara Begum

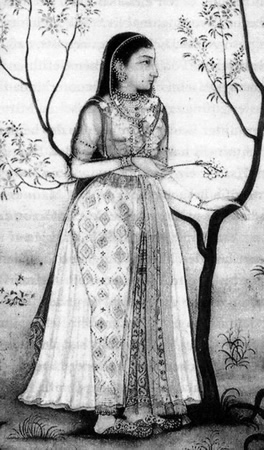
Jahanara Begum (um 1635)

Jahanara Begum (Vorname persisch جهان آرا, DMG Ǧahān-Ārā, ‚die Welt-Verschönernde‘, geb. 2. April 1614; gest. 16. September 1681) war die älteste überlebende Tochter des Großmoguls von Indien Shah Jahan (Prinz Khurram) und seiner Lieblingsfrau Mumtaz Mahal. Deren Vater Asaf Khan war Wesir bei Jahangir und ebnete ihrem Gatten beim Tod Jahangirs den Weg zum Thron.
Jahanara übernahm nach dem frühen Tod ihrer Mutter die Rolle der ersten Dame bei Hofe. Ihr Vater liebte sie sehr und stattete sie reichlich mit Einkünften aus. Sie war eine großzügige Mäzenatin der Künste, stiftete mehrere Moscheen (darunter die Jama Masjid in Agra), ließ Gärten, Pavillons und Häuser bauen und war selbst eine geschätzte Dichterin. Es ist davon auszugehen, dass sie großen Einfluss auf die künstlerische Gestaltung des Taj Mahals nahm, dem Grabmal ihrer Mutter.
Jahanara war am Hofe ihres Vaters sehr geachtet, hatte großen Einfluss auf ihn und genoss relativ große Freiheiten, wenn er auch das Heiratsverbot für Mogulprinzessinnen, welches Akbar I. erlassen hatte, nicht aufhob, obwohl es Hinweise gibt, dass Jahanara gerne geheiratet hätte. Es gibt Hinweise auf Romanzen in ihrem Leben, welche jedoch entdeckt und rücksichtslos beendet wurden.
Im März 1644 fingen Jahanaras Kleider Feuer, und sie erlitt schwere Verbrennungen. Dies wurde bei Hofe allgemein als Katastrophe empfunden. Mehrere Ärzte brauchten über ein Jahr, bis die Wunden verheilt waren. Die Genesung wurde mit einem Staatsfest begangen.
Jahanara unterstützte ihren ältesten Bruder Dara Shikoh beim Ringen um den Thron. Dieser wurde jedoch vom jüngeren Aurangzeb besiegt und ermordet. Dara Shikoh hatte ihr versprochen, das Heiratsverbot aufzuheben, wenn er den Thron erringen würde.
Aurangzeb setzte im Jahr 1658 seinen Vater gefangen und Jahanara pflegte ihn bis zu dessen Tod. Danach versiegen die Quellen zu Jahanara – vermutlich wurde sie von ihrem fanatisch-religiösen Bruder Aurangzeb aus dem Weg geschafft; auf jeden Fall bemächtigte er sich ihres beachtlichen Vermögens. Mit Aurangzeb setzte der Niedergang der Mogulkunst ein.